# 新潟県道526号蒲池西山線
新潟県道526号蒲池西山線（にいがたけんどう526ごう がまいけにしやません）は、新潟県の糸魚川市内を通る一般県道である。

## 概要
糸魚川市南部の根知地区（根知谷）と一級河川姫川に並行する国道148号とを結ぶ。起点のある糸魚川市南部の根知谷は一級河川姫川の支流の1つである根知川流域に位置する。ここから根知川左岸の城山南部を横断して姫川本流に至る。

### 路線データ
- 起点：新潟県糸魚川市大字蒲池字西川原263-3（＝新潟県道221号上町屋釜沢糸魚川線起点、新潟県道225号川尻小谷糸魚川線交点）
- 終点：新潟県糸魚川市大字西山字サルハラ川原274-7（＝大正橋北詰、国道148号交点）

## 路線状況
全区間の約66.2％（5.5619km＝5561.9m）は舗装されている。このうち約84.3％（4.6901km＝4690.1m）はアスファルトによる簡易舗装である。その一方、全区間の約33.8％にあたる1.5833km（＝1583.3m）は砂利道である。
規格改良に関しては、全体の約84.1％にあたる6.0125km＝6012.5mではまだ改良されていない。幅員はほぼ全区間（全体の約99.4％）が5.5m未満である。また、1.5860km（＝1586.0m）は規格未改良かつ3.5m未満の幅員の区間も存在している。歩道は0.0041km（＝4.1m）設置されている。

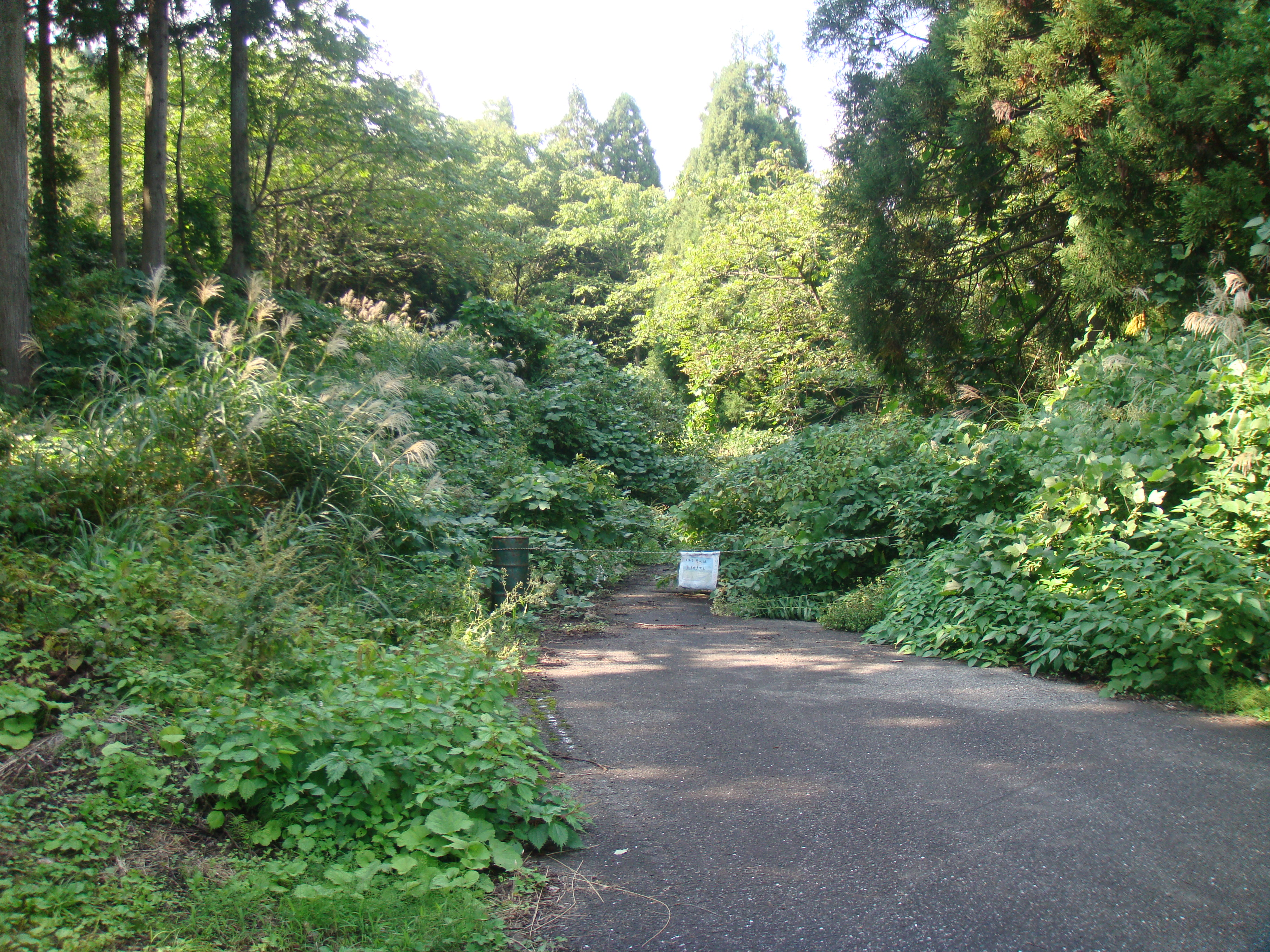
糸魚川市西山にて、同市小滝方面を望む。ロープ中央には「148号へは出られません 糸魚川市」と、米袋の裏に手書きで書かれた警告が垂れ下っている。
（2011年（平成23年）10月撮影）

糸魚川市西山（市道西山中道線付近）から終点の大正橋北詰（＝国道148号交点）までの2.5kmは落石および土砂崩れのため、1995年（平成7年）7月11日（7.11水害）以降終日通行止めとなっている。同市蒲池地内には国道148号への通り抜けができない旨の予告看板が設置されており、また当県道の終点である国道148号と分岐する交点には「通行止め」の規制標識（301）が取り付けられたバリケードが設置されている。

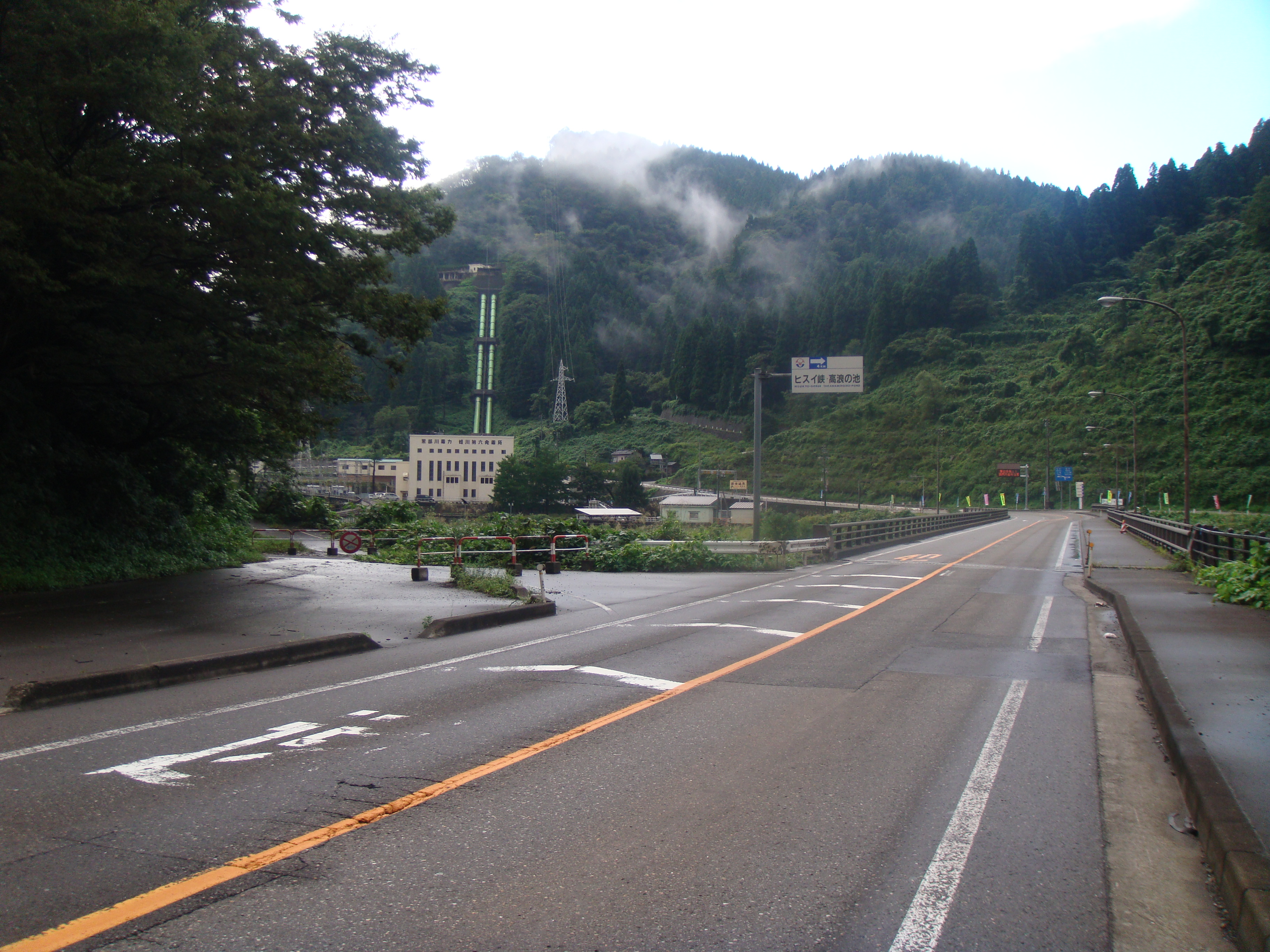
終点。画像右は大正橋（国道148号）である。当県道は画像左であるが、バリケードが設置されており、通行止めとなっている。
（2011年（平成23年）10月撮影）

### 冬期閉鎖区間
- 糸魚川市蒲池（中上保） - 同市西山 1.8km
  - 概ね12月上旬から翌年4月下旬まで閉鎖される[1]。

## 地理

### 通過する自治体
- 新潟県
糸魚川市

### 交差する道路
- 新潟県道221号上町屋釜沢糸魚川線、新潟県道225号川尻小谷糸魚川線（新潟県糸魚川市蒲池：起点）
- 国道148号（糸魚川市西山・大正橋北詰：終点）

### 沿線
- 根知川
- 姫川
- JR大糸線 大前トンネル、第3下姫川橋梁、小滝駅
- 東京発電 新小滝川発電所
- 黒部川電力 姫川第六発電所